# Westochtersum
Westochtersum ist neben Barkholt und Ostochtersum einer von drei Ortsteilen von Ochtersum, einer Gemeinde in der Samtgemeinde Holtriem im ostfriesischen Landkreis Wittmund, Niedersachsen.
Das Dorf liegt etwa fünf Kilometer nordöstlich von Westerholt auf einer Höhe von 3,9 m ü. NHN. Die Warften- und Reihensiedlung bedeckt eine Fläche von 3,87 Quadratkilometern. Der Boden besteht größtenteils aus Plaggeneschboden, die von Pseudogley-Braunerde-Böden unterlagert sind. Das Dorf ist vornehmlich landwirtschaftlich geprägt. Der Name des Ortes verweist auf die Lage im Westen der Gemeinde Ochtersum. Deren Bezeichnung wiederum ist wahrscheinlich eine Ableitung des lateinischen Substantivs ortus (=Sonnenaufgang).
Sehenswert ist die im letzten Drittel des 13. Jahrhunderts errichtete St.-Materniani-Kirche.